# 1792 au Nouveau-Brunswick
Chronologie du Nouveau-Brunswick
- 1788
- 1789
- 1790
- 1791
- 1792
- 1793
- 1794
- 1795
- 1796

Cette page concerne des événements d'actualité qui se sont produits durant l'année 1792 dans la colonie du Nouveau-Brunswick.

## Événements
- Fondation de la Paroisse de Brunswick.
- Un grand nombre des Loyalistes noirs au Nouveau-Brunswick vont émigrer vers Sierra Leone en Afrique de l'Ouest, principalement parce que les promesses de terres au Canada n'ont pas été tenues par les Britanniques.